# Джон Атанасов (награда)
Вижте пояснителната страница за други значения на Джон Атанасов.
Наградата „Джон Атанасов“ се връчва всяка година от президента на Република България за лични постижения на млади български изследователи, работещи в сферите на информатиката и информационните технологии. Наградата е учредена от президента Георги Първанов на името на Джон Атанасов. За първи път е връчена през 2003 г. От 2012 г. се връчват две грамоти – „за прилагане на научни постижения в практиката“ и „за разработки с голям обществен принос“, както и две грамоти за учениците, постигнали двата най-високи резултата в международните ученически олимпиади и състезания по информатика и комуникационни технологии, и на преподавателите, които са ги подготвили.

## Лауреати
| Година | Лауреат | Основание |
| ------ | --- | --- |
| 2003   | Преслав Наков | |
| 2004   | д-р Светлин Наков | |
| 2005   | Валентин Павлов | |
| 2006   | д-р Христо Костадинов | |
| 2007   | Георги Кузманов | |
| 2008   | Петър Петров | |
| 2009   | д-р Мартин Вечев | |
| 2010   | Петър Попов | |
| 2011   | Кузман Ганчев | |
| 2012   | д-р Димитър Жечев | |
| 2013   | Петър Кормушев | |
| 2014   | д-р Слав Петров, доктор по информатика от Университета на Калифорния Бъркли, САЩ и ръководител на научноизследователската група на компанията Google в Ню Йорк, САЩ | |
| 2015   | д-р Цено Галчев, доктор по електротехника и електроника от Мичиганския университет в САЩ                                                                            | |
| 2016   | д-р Елица Кьосева д-р Зорница Козарева, ръководител на научноизследователската група по машинно самообучение в „Амазон“, Сънивейл, САЩ д-р Веселин Райчев           | „за изключителните им постижения в три различни направления на компютърните науки – квантовата физика, машинното обучение и автоматизиране на софтуерното инженерство“ |
| 2017   | д-р Васил Денчев | |
| 2018   | д-р Петър Цанков | |
| 2019   | д-р Свилен Кънев | |
| 2020   | д-р Златко Минев | с откритие в квантовата електроника, окачествено като визионерско и фуднаментално                                                                                      |
| 2021   | д-р Венелин Тодоров | |
| 2022   | д-р Борис Банков | |
| 2023   | д-р Марин Буков | |